# Akozmizmus
Az akozmizmus egy olyan filozófiai tanítás, amely tagadja az univerzum valóságát (az „a” görög fosztóképző és a kozmosz „mindenség” szóból tevődik össze). Az érzékelhető világmindenséget egy végső illúziónak tekinti. Az egyedüli valóságnak a manifesztálatlan végtelent, az Abszolútot fogadja el. Ellentétes a panteizmus fogalmával, amely Istent és a világot azonosnak tekinti.
Ez a filozófia abból a premisszából indul ki, hogy egyetlen valóságos létező van, ami végtelen és non duális. Ezzel szemben az a világ, amit mi észlelünk véges és duális. Mivel, hogy az Abszolút, az egyetlen valóság azt jelenti, hogy ami nem Abszolút, nem lehet valós.
A hindu filozófia az Abszolút megragadását a kontempláció gyakorlása által tartja lehetségesnek. Ez azt jelenti, hogy háttérbe húzódva figyeljük a gondolatainkat és érzelmeinket, miközben folyamatosan tudatosítjuk, hogy azok nem részei az önvalónknak és nem azonosulunk velük.
Az indiai filozófiák nem sokat foglalkoznak a manifesztált valósággal, ami a magunk körül érzékelt anyagi világ, sokkal fontosabbnak tartják a transzcendens Abszolútumot. Az egyedüli, ami számít a transzcendentális és transzperszonális tudatállapot elérése. Ebben az állapotban Adi Shankara szerint megszűnik a különbség, az Önvaló és az Isten között, nem marad más csak az Abszolút létező (Brahman).

## Fordítás
Ez a szócikk részben vagy egészben  az   Acosmism című angol Wikipédia-szócikk ezen változatának fordításán alapul.  Az eredeti cikk szerkesztőit annak laptörténete sorolja fel. Ez a jelzés csupán a megfogalmazás eredetét és a szerzői jogokat jelzi, nem szolgál a cikkben szereplő információk forrásmegjelöléseként.